# Saint-Germain-Nuelles
Saint-Germain-Nuelles is een gemeente in het Franse departement Rhône in de regio Auvergne-Rhône-Alpes en telde op 1 januari 2022 2.252 inwoners. De gemeente maakt deel uit van het arrondissement Villefranche-sur-Saône.

## Geschiedenis
Op 1 januari 2013 fuseerde Saint-Germain-sur-l'Arbresle met de aangrenzende gemeente Nuelles tot de commune nouvelle Saint-Germain-Nuelles. Deze gemeente maakte, net als de fusiegemeenten oorspronkelijk, deel uit van het arrondissement Lyon tot de oprichting van de Métropole de Lyon op 1 januari 2015. Omdat de gemeente daarin niet werd opgenomen werd deze overgeheveld naar het arrondissement Villefranche-sur-Saône. Op 22 maart 2015 werd de gemeente overgeheveld van het kanton L'Arbresle naar het kanton Le Bois-d'Oingt.

## Geografie
De oppervlakte van Saint-Germain-Nuelles bedroeg op 1 januari 2022 8,54 vierkante kilometer; de bevolkingsdichtheid was toen 263,7 inwoners per km². De gemeente ligt in de streek Beaujolais, en ligt daarbij 18 kilometer ten noordwesten van Lyon.
Saint-Germain-Nuelles grenst aan de buurgemeenten L'Arbresle, Le Breuil, 
Bully, Châtillon en Fleurieux-sur-l'Arbresle.

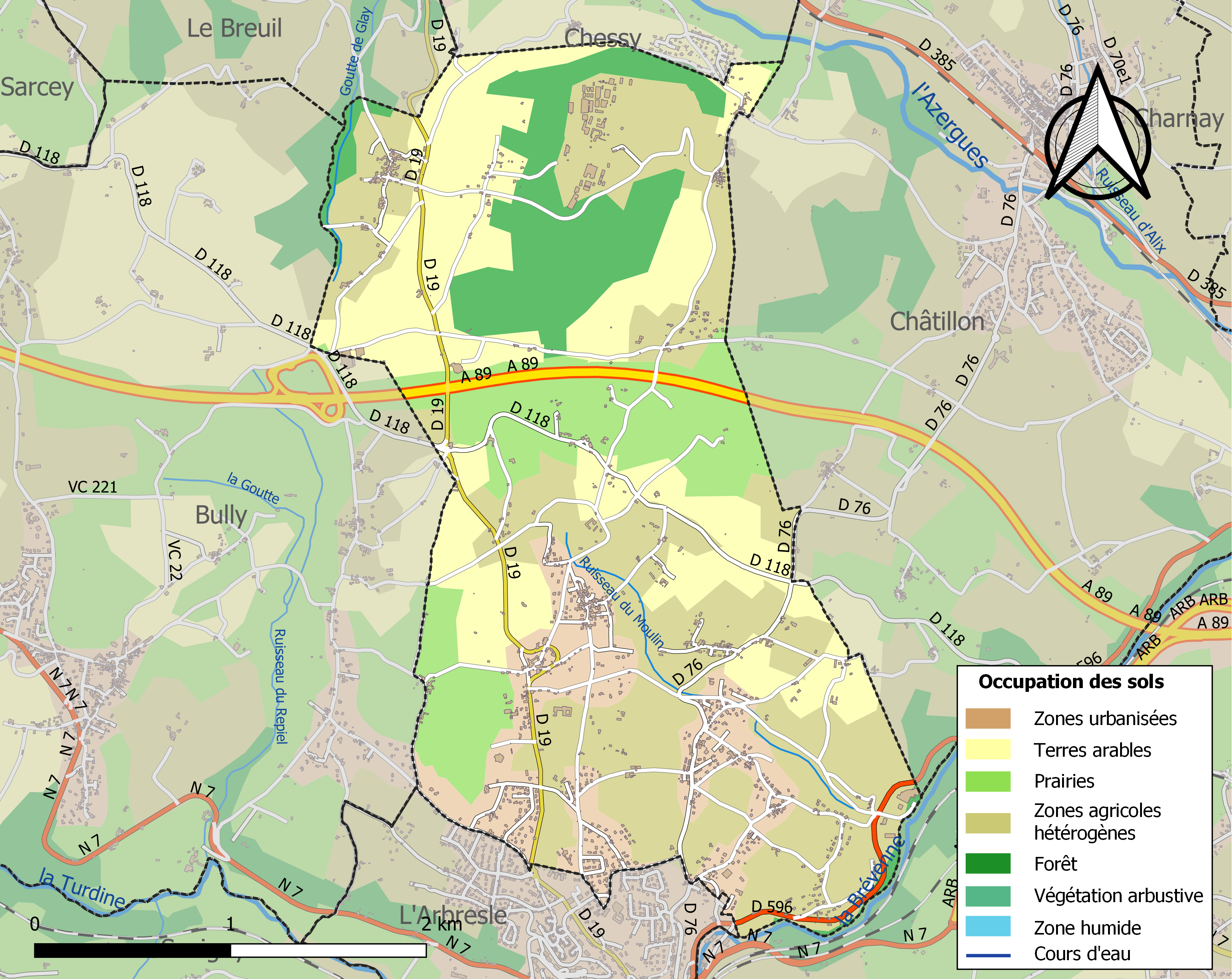
Kaart van de gemeente met de belangrijkste infrastructuur, bodemgebruik en omliggende gemeenten